# Leichtathletik-Weltmeisterschaften 1983/Weitsprung der Männer

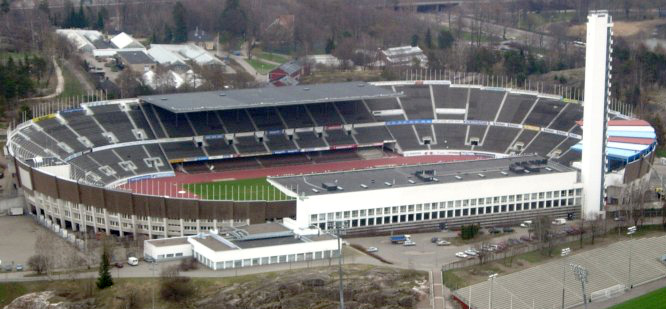
Das Olympiastadion in Helsinki

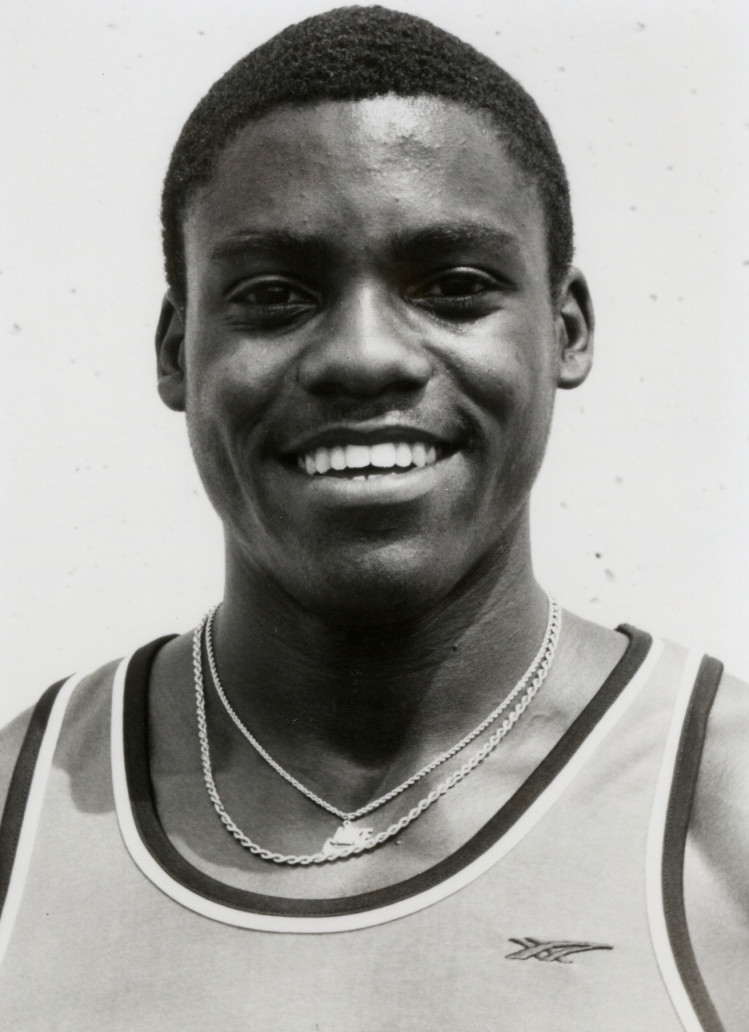
Der Sieger Carl Lewis

Der Weitsprung der Männer bei den Leichtathletik-Weltmeisterschaften 1983 fand am 9. und 10. August 1983 in Helsinki, Finnland, statt.
31 Athleten aus 25 Ländern nahmen an dem Wettbewerb teil. Die US-amerikanischen Weitspringer verzeichneten in diesem Wettbewerb einen Dreifacherfolg. Die Goldmedaille gewann Carl Lewis mit 8,55 m, Silber ging an Jason Grimes mit 8,29 m, und die Bronzemedaille sicherte sich Mike Conley Sr. mit 8,12 m.

## Rekorde
Vor dem Wettbewerb galten folgende Rekorde:
| Weltrekord               | Bob Beamon                                                                  | 8,90 m                                                                      | Olympische Spiele in Mexiko-Stadt, Mexiko                                   | 18. Oktober 1968                                                            |
| Weltmeisterschaftsrekord | Es gab noch keine WM-Rekorde, die Veranstaltung wurde erstmals ausgetragen. | Es gab noch keine WM-Rekorde, die Veranstaltung wurde erstmals ausgetragen. | Es gab noch keine WM-Rekorde, die Veranstaltung wurde erstmals ausgetragen. | Es gab noch keine WM-Rekorde, die Veranstaltung wurde erstmals ausgetragen. |

Der WM-Rekord wurde nach und nach auf zuletzt 8,55 min gesteigert (Carl Lewis, Vereinigte Staaten, im Finale am 10. August 1983).

## Windbedingungen
In den folgenden Ergebnisübersichten sind die Windbedingungen zu den jeweils besten Sprüngen benannt. Der erlaubte Grenzwert liegt bei zwei Metern pro Sekunde. Bei stärkerer Windunterstützung wird die Weite für den Wettkampf gewertet, findet jedoch keinen Eingang in Rekord- und Bestenlisten.

## Legende
Kurze Übersicht zur Bedeutung der Symbolik – so üblicherweise auch in sonstigen Veröffentlichungen verwendet:
| – | Versuch ausgelassen                      |
| x | Fehlversuch                              |
| w | Rückenwindunterstützung größer als 2 m/s |

## Qualifikation
9. August 1983
Die Qualifikationsweite betrug mindestens 7,90 m, um direkt ins Finale einzuziehen. Elf Athleten schafften diese Marke oder sprangen weiter, sie sind hellblau unterlegt. Zunächst qualifizierte sich ein weiterer Springer mit der größten Weite der restlichen Teilnehmer für das Finale, denn die Anzahl der Athleten im Finale sollte mindestens zwölf sein. In diesem Fall lagen nach Abschluss der Qualifikation zwei Athleten mit der nächstbesten Weite gleichauf. Beide waren im Finale am darauffolgenden Tag teilnahmeberechtigt, sie sind hellgrün unterlegt.

### Gruppe A
| Platz             | Athlet               | Land                | 1. Versuch (m) | 2. Versuch (m) | 3. Versuch (m) | Weite (m) / Wind (m/s) |
| ----------------- | -------------------- | ------------------- | -------------- | -------------- | -------------- | ---------------------- |
| 1                 | Jason Grimes         | Vereinigte Staaten  | 8,29           | –              | –              | 8,29 / +2,6            |
| 2                 | Gary Honey           | Australien          | x              | 8,12           | –              | 8,12 / +1,5            |
| 3                 | Antonio Corgos       | Spanien             | 7,32           | x              | 8,05           | 8,05 / +1,3            |
| 4                 | Oganes Stepanjan     | Sowjetunion         | 7,82           | 7,88           | 8,01           | 8,01 / +0,8            |
| 5                 | Atanas Atanassow     | Bulgarien           | 7,96           | –              | –              | 7,96 / +1,8            |
| 6                 | Mike Conley Sr.      | Vereinigte Staaten  | 7,88           | 7,89           | 7,90           | 7,90 / +0,2            |
| 7                 | Nenad Stekić         | Jugoslawien         | 7,88           | 7,88           | 7,64           | 7,88 / +1,5            |
| 8                 | Lee Mu-tsai          | Chinesisch Taipeh   | 7,44           | 7,51           | 7,88           | 7,88 / +2,7            |
| 9                 | Lester Benjamin      | Antigua und Barbuda | 7,81           | 7,78           | 7,41           | 7,81 / +1,6            |
| 10                | Stephen Walsh        | Neuseeland          | x              | x              | 7,75           | 7,75 / +2,3            |
| 11                | Gyula Pálóczi        | Ungarn              | 7,42           | 7,70           | 7,40           | 7,70 / +2,4            |
| 12                | Giovanni Evangelisti | Italien             | x              | 7,70           | 7,40           | 7,70 / +2,4            |
| 13                | Chan Kai-chiu        | Hongkong            | x              | x              | 7,31           | 7,31 / +0,9            |
| 14                | Bilanday Bodjona     | Togo                | 7,15           | 6,91           | 6,82           | 7,15 / +1,9            |
|                   | Steve Hanna          | Bahamas             |                |                |                | DNS                    |
| Ian James         | Kanada               |                     |                |                |                | DNS                    |
| Vlastimil Mařinec | Tschechoslowakei     |                     |                |                |                | DNS                    |

### Gruppe B
| Platz | Athlet                     | Land                    | 1. Versuch (m) | 2. Versuch (m) | 3. Versuch (m) | Weite (m) / Wind (m/s) |
| ----- | -------------------------- | ----------------------- | -------------- | -------------- | -------------- | ---------------------- |
| 1     | Carl Lewis                 | Vereinigte Staaten      | 8,37           | –              | –              | 8,37 / −1,3 CR         |
| 2     | Yusuf Alli                 | Nigeria                 | 8,11           | –              | –              | 8,11 / +0,8            |
| 3     | László Szalma              | Ungarn                  | 7,97           | –              | –              | 7,97 / +2,2            |
| 4     | Gheorghe Cojocaru          | Rumänien                | 7,92           | –              | –              | 7,92 / +1,1            |
| 5     | Jan Leitner                | Tschechoslowakei        | 7,90           | –              | –              | 7,90 / +3,6            |
| 6     | Sergey Rodin               | Sowjetunion             | 6,95           | x              | 7,87           | 7,87 / +1,1            |
| 7     | Liu Yuhuang                | Volksrepublik China     | x              | x              | 7,77           | 7,77 / +2,2            |
| 8     | Joey Wells                 | Bahamas                 | 6,44           | 7,69           | x              | 7,69 / +2,5            |
| 9     | René Gloor                 | Schweiz                 | x              | 7,68           | x              | 7,68 / +0,5            |
| 10    | Jarmo Kärnä                | Finnland                | 7,56           | 7,54           | x              | 7,56 / +1,7            |
| 11    | Marco Piochi               | Italien                 | 7,29           | 7,42           | 7,52           | 7,52 / +1,8            |
| 12    | Björn Johansson            | Schweden                | 5,78           | 7,51           | 6,96           | 7,51 / +0,6            |
| 13    | Wilfredo Almonte           | Dominikanische Republik | 7,38           | x              | 7,21           | 7,38 / +0,6            |
| 14    | Laoui Adnan Abou           | Jordanien               | x              | 7,06           | 7,12           | 7,12 / +3,5            |
| 15    | Mohamed Abdulla Abdelaslam | Libyen                  | x              | 6,76           | 6,54           | 6,76 / −1,3            |
| 16    | Said Al Marhubi            | Oman                    | x              | 6,20           | 5,80           | 6,20 / +1,8            |
|       | Atanas Tschotschew         | Bulgarien               | x              | x              | x              | NM                     |

## Finale
10. August 1983
| Platz | Athlet            | Land               | 1. Versuch (m) | 2. Versuch (m) | 3. Versuch (m) | 4. Versuch (m)                           | 5. Versuch (m)                           | 6. Versuch (m)                           | Weite (m) / Wind (m/s) |
| ----- | ----------------- | ------------------ | -------------- | -------------- | -------------- | ---------------------------------------- | ---------------------------------------- | ---------------------------------------- | ---------------------- |
|       | Carl Lewis        | Vereinigte Staaten | 8,55           | –              | 8,42           | –                                        | –                                        | –                                        | 8,55 / +1,2 CR         |
|       | Jason Grimes      | Vereinigte Staaten | 8,29           | x              | 8,23           | 8,29                                     | x                                        | 8,17                                     | 8,29 / +0,6            |
|       | Mike Conley Sr.   | Vereinigte Staaten | x              | 8,06           | x              | 8,12                                     | 8,12                                     | x                                        | 8,12 / +1,1            |
| 4     | László Szalma     | Ungarn             | x              | 7,93           | x              | 8,09                                     | 8,08                                     | 8,12                                     | 8,12 / +1,5            |
| 5     | Nenad Stekić      | Jugoslawien        | 7,80w          | 5,54w          | 7,94           | 5,99                                     | 7,76                                     | 8,09                                     | 8,09 / +1,1            |
| 6     | Gary Honey        | Australien         | 7,86w          | 7,93           | 8,06           | x                                        | 7,94                                     | 7,96                                     | 8,06 / +1,4            |
| 7     | Antonio Corgos    | Spanien            | 7,94w          | 7,79           | 7,92           | 7,91                                     | 8,06                                     | x                                        | 8,06 / +03             |
| 8     | Yusuf Alli        | Nigeria            | 7,89           | x              | 7,89           | 7,85                                     | 7,89                                     | 7,74                                     | 7,89 / +0,6            |
| 9     | Gheorghe Cojocaru | Rumänien           | 7,81w          | 7,88w          | 7,70           | nicht im Finale der besten acht Springer | nicht im Finale der besten acht Springer | nicht im Finale der besten acht Springer | 7,88 / +2,6            |
| 10    | Jan Leitner       | Tschechoslowakei   | 7,64           | 7,84w          | 7,80           | nicht im Finale der besten acht Springer | nicht im Finale der besten acht Springer | nicht im Finale der besten acht Springer | 7,84 / +2,3            |
| 11    | Oganes Stepanjan  | Sowjetunion        | 7,74           | x              | 7,59           | nicht im Finale der besten acht Springer | nicht im Finale der besten acht Springer | nicht im Finale der besten acht Springer | 7,74 / −0,4            |
| 12    | Atanas Atanassow  | Bulgarien          | 7,52           | 7,69w          | 7,54           | nicht im Finale der besten acht Springer | nicht im Finale der besten acht Springer | nicht im Finale der besten acht Springer | 7,69 / +2,1            |
| 13    | Lee Mu-tsai       | Chinesisch Taipeh  | 7,57           | 6,89           | 7,09           | nicht im Finale der besten acht Springer | nicht im Finale der besten acht Springer | nicht im Finale der besten acht Springer | 7,57 / +0,2            |

## Video
- The first world Championships in athletics. Finland. Helsinki 1983. Long jump. Carl Lewis. 8,55 m auf youtube.com, abgerufen am 3. April 2020